# Duong Thu Huong
Dương Thu Hương (Thái Bình, 1947) è una scrittrice vietnamita.
Oltre a essere conosciuta per le sue opere letterarie, lo è anche, a livello internazionale, per la sua lotta in favore  della libertà e della democrazia nel suo paese. Ha ricevuto vari premi letterari internazionali tra cui il Premio Grinzane Cavour nel 2005 per il romanzo  Oltre ogni illusione.

## Biografia
È nata nel 1947 nella zona di Thái Bình, nel  Vietnam del Nord. In seguito, per frequentare le scuole, è costretta a  trasferirsi con la nonna nel Vietnam del Sud. Più tardi si iscrive  alla Scuola Superiore di Cultura, famosa per la formazione di attori, ballerini, cantanti. Nel 1967, si sposa contro la sua volontà con un uomo che non ama; da lui avrà due figli. Qualche tempo dopo chiede il divorzio, ma le viene  negato. Viaggia e soggiorna nei paesi comunisti: Unione Sovietica, Germania dell'Est, Bulgaria. In seguito  insieme ad una troupe artistica  si reca al fronte di Binh Tri Thien e si esibisce per diversi anni per i soldati.
È il periodo, in cui, come essa afferma, nota i privilegi in cui vivono politici comunisti.
Finita la guerra con gli statunitensi e dopo la riunificazione dei due governi del Vietnam lavora come sceneggiatrice ad Hanoi, ma i suoi film sono degli insuccessi.
Si iscrive  al partito, per le continue sollecitazioni, e comincia a scrivere. Le sue prese di posizione critiche nei confronti del governo sono frequenti e dure e il risultato è l'espulsione  dal partito nel 1989; le viene inoltre negato  il diritto di recarsi all'estero.
Nel frattempo  ha pubblicato il suo primo romanzo (Storia d'amore raccontata prima dell'alba) che la fa conoscere in patria e all'estero.
Nel 1991 passa otto mesi in carcere  e le viene  ritirato il passaporto. Da allora le difficoltà di pubblicare in Vietnam  sono insuperabili, soprattutto per due motivi: la censura  e il monopolio dell'editoria da parte del governo. Riesce comunque a far pervenire  i suoi manoscritti all'estero  dove vengono pubblicati. Da lì pervengono e  circolano clandestinamente in Vietnam.

Nonostante il successo il suo nome non risulta nella antologie letterarie del paese.
Sempre nel 1991 pubblica I paradisi ciechi.
Nel 1994 il ministro della cultura francese Jacques Toubon le conferisce  la medaglia  di cavaliere delle arti e delle lettere. Nel 1996 pubblica il romanzo  Terra dei dimenticati.
Nel 2005  riceve il premio “ Grinzane- Cavour”. Il governo le consente di venire in Italia per ritirare il premio.

Attualmente Duong oltre a scrivere i suoi romanzi si occupa di critica letteraria e naturalmente di politica. Dal 2006 vive in Francia; tre anni dopo pubblica il romanzo Au zénith, che racconta gli ultimi anni di vita di Ho Chi Minh, il padre della patria, e le sue amare riflessioni sulla società che ha contribuito a creare.
I romanzi di Duong  sono stati tradotti nelle più importanti lingue. In generale sono delle storie d'amore  che hanno come sfondo la vita sociale  in un Vietnam del periodo post-guerra dopo  l'instaurazione  del comunismo. Otre ogni illusione è considerato dai critici uno dei più bei romanzi d'amore vietnamiti degli ultimi decenni.

## Opere tradotte in italiano
- Oltre ogni illusione – Garzanti
- Dalla terra di nessuno-Garzanti
- La valle dei sette innocenti - Garzanti

## Riconoscimenti
- 1994: Medaglia  di  cavaliere delle arti e delle lettere (Francia).
- 2001: Premio  della  Fondazione  del  Principe Claus per la Cultura e lo Sviluppo (Paesi-Bassi).
- 2005: Premio Oxfam Novib/PEN
- 2005: Premio  letterario Grinzane Cavour (Italia)
- 2007: Grand Prix delle lettrici della rivista Elle
- 2023: Premio mondiale Cino Del Duca alla carriera[2]